# Enzo Martinelli
Enzo Martinelli (Pescia, 11 de novembro de 1911 – Roma, 27 de agosto de 1999) foi um matemático italiano. Trabalhou com teoria das funções de múltiplas variáveis complexas, sendo mais conhecido por seu trabalho sobre representação integral de funções holomórficas de múltiplas variáveis, notavelmente pela descoberta da fórmula de Bochner–Martinelli em 1938, e por seu trabalho sobre a teoria de resíduos multi dimensionais.

## Publicações selecionadas
- Martinelli, Enzo (1938), «Alcuni teoremi integrali per le funzioni analitiche di più variabili complesse», Atti della Reale Accademia d'Italia. Memorie della Classe di Scienze Fisiche, Matematiche e Naturali (em italiano), 9 (7): 269–283, JFM 64.0322.04, Zbl 0022.24002. "Some integral theorems for analytic functions of several complex variables" (English translation of the title) is the first paper where the now called Bochner-Martinelli formula is introduced and proved.
- Martinelli, Enzo (1941), «Studio di alcune questioni della teoria delle funzioni biarmoniche e delle funzioni analitiche di due variabili complesse coll'ausilio del calcolo differenziale assoluto», Atti della Reale Accademia d'Italia. Memorie della Classe di Scienze Fisiche, Matematiche e Naturali (em italiano), 12 (4): 143–167, JFM 67.0299.01, MR 0017810, Zbl 0025.40503. In "Study of some questions of the theory of biharmonic functions and of analytic functions of two complex variables by using the absolute differential calculus" (English translation of the title) Martinelli proves an earlier result of Luigi Amoroso on the boundary values of pluriharmonic function by using tensor calculus.
- Martinelli, Enzo (1942–1943), «Sopra una dimostrazione di R. Fueter per un teorema di Hartogs», Commentarii Mathematici Helvetici (em italiano), 15 (1): 340–349, MR 0010729, Zbl 0028.15201, doi:10.5169/seals-14896, consultado em 26 de agosto de 2016, cópia arquivada em |arquivourl= requer |arquivodata= (ajuda) 🔗. Available at the SEALS Portal. In "On a proof of R. Fueter of a theorem of Hartogs" (English translation of the title), Martinelli gives a proof of Hartogs' extension theorem by using the Bochner-Martinelli formula.
- Martinelli, Enzo (1944–1945), «Sulla formula di Cauchy n–dimensionale e sopra un teorema di Hartogs nella teoria delle funzioni di n ariabili complesse», Commentarii Mathematici Helvetici (em Italian), 17 (1): 201–208, MR 0013422, Zbl 0060.24404, doi:10.5169/seals-16336. Available at the SEALS Portal. (English translation of the title) "On the n–dimensional Cauchy formula and on a theorem of Hartogs in the theory of functions of n complex variables".
- Martinelli, Enzo (1945–1946), «Formula di Cauchy (n+1)–dimensionale per le funzioni analitiche di n variabili complesse», Commentarii Mathematici Helvetici (em Italian), 18 (1): 30–41, MR 0013423, Zbl 0060.24501, doi:10.5169/seals-16891. Available at the SEALS Portal. In "(n+1)–dimensional Cauchy formula for analytic functions of n complex variables" (English translation of the title), Martinelli goes further in its analysis of integral representations of holomorphic functions of n complex variables whose domain of integration is a set whose dimension (as a subset of the 2n–dimensional euclidean space) assumes all integer values between n and 2n-1.
- Martinelli, Enzo (1953), «Sulle estensioni della formula integrale di Cauchy alle funzioni analitiche di più variabili complesse», Annali di Matematica Pura ed Applicata, IV Serie (em italiano), 34: 277–347, MR 0057989, Zbl 0104.30203, doi:10.1007/BF02415334. "On the extensions of Cauchy's integral formula to analytic functions of several complex variables" (English translation of the title) is the concluding work of Martinelli on the theory of integral representations of holomorphic functions of n complex variables.
- Martinelli, Enzo (1961), «Sulla determinazione di una funzione analitica di più variabili complesse in un campo, assegnatane la traccia sulla frontiera», Annali di Matematica Pura ed Applicata, IV Serie (em italiano), 55: 191–202, MR 0170032, Zbl 0104.30203, doi:10.1007/BF02412084. This paper contains Martinelli's improvement of the solution of the Dirichlet problem for holomorphic functions of several complex variables given by Fichera (1957) few years before: Martinelli relaxes the smoothness condition on the boundary of the given domain, requiring it to be only of class C1. However, the boundary value is required to be of the same class, far smoother than class H1/2 data allowed by Gaetano Fichera.
- Martinelli, Enzo (1975), «Sopra una formula di Andreotti–Norguet», Bollettino dell'Unione Matematica Italiana, IV Serie (em italiano), 11 (3, Supplemento): 455–457, MR 0390270, Zbl 0317.32006.
- Martinelli, Enzo (1984), Introduzione elementare alla teoria delle funzioni di variabili complesse con particolare riguardo alle rappresentazioni integrali, Contributi del Centro Linceo Interdisciplinare di Scienze Matematiche e Loro Applicazioni (em italiano), 67, Rome: Accademia Nazionale dei Lincei, pp. 236+II. "Elementary introduction to the theory of functions of complex variables with particular regard to integral representations" (English translation of the title) are the notes form a course, published by the Accademia Nazionale dei Lincei, held by Martinelli when he was "Professore Linceo".

## References

### Scientific references
- Fichera, Gaetano (1957), «Caratterizzazione della traccia, sulla frontiera di un campo, di una funzione analitica di più variabili complesse», Rendiconti della Accademia Nazionale dei Lincei, Classe di Scienze Fisiche, Matematiche e Naturali, 8 (em italiano), 22 (6): 706–715, MR 0093597, Zbl 0106.05202. An epoch-making paper in the theory of CR-functions, where the Dirichlet problem for analytic functions of several complex variables is solved for general data. An English translation of the title reads as:-"Characterization of the trace, on the boundary of a domain, of an analytic function of several complex variables".
- Severi, Francesco (1958), Lezioni sulle funzioni analitiche di più variabili complesse – Tenute nel 1956–57 all'Istituto Nazionale di Alta Matematica in Roma (em italiano), Padova: CEDAM – Casa Editrice Dott. Antonio Milani, pp. XIV+255, Zbl 0094.28002, (in Italian). Notes from a course held by Francesco Severi at the Istituto Nazionale di Alta Matematica (which at present bears his name), containing appendices of Enzo Martinelli, Giovanni Battista Rizza and Mario Benedicty. An English translation of the title reads as:-"Lectures on analytic functions of several complex variables – Lectured in 1956–57 at the Istituto Nazionale di Alta Matematica in Rome".

### Proceedings of conferences dedicated to Enzo Martinelli
- Rizza, G.B.; Succi, F., eds. (1984), «Convegno Internazionale in onore di ENZO MARTINELLI – Roma, 30 MAGGIO - 1 GIUGNO 1983», Rivista di Matematica della Università di Parma, (4), 10*. The proceedings of the "International Meeting in honour of ENZO MARTINELLI – Rome, 30 May – 1 June 1983", an international conference in his honour organized by M. Bruni, G. Fichera, S. Marchiafava, G. B. Rizza e F. Succi, published in the "Rivista di Matematica della Università di Parma" journal: the papers (Rizza 1984) and (Zappa 1984) are taken from them.
- Marchiafava, S.; Piccinni, P.; Pontecorvo, M. (eds.), Proceedings of the Second Meeting on Quaternionic Structures in Mathematics and Physics. Dedicated to the Memory of André Lichnerowicz and Enzo Martinelli (Roma, Italy September 6–10, 1999), European Mathematical Society, Zbl 0958.00032, consultado em 1 de janeiro de 2011. The electronic proceedings of a conference on topics belonging to or related to André Lichnerowicz and Enzo Martinelli fields of research.